# Hialoide
La membrana vítria (o hialoide) és una capa de col·lagen que separa el vitri de la resta de l'ull. Almenys dues parts s'han identificat anatòmicament. La hialoide posterior separa la part posterior del vitri de la retina. És una falsa membrana anatòmica. La hialoide anterior separa la part frontal del vitri del cristal·lí.